# Кашевська
Каше́вська (рос. Кашевская) — присілок у складі Омутинського району Тюменської області, Росія.
Населення — 366 осіб (2010, 388 у 2002).
Національний склад станом на 2002 рік:
- росіяни — 97 %